# Florian Pelka
Florian Pelka  (* 1971 in Berlin) ist ein deutscher Künstler.

## Leben
Florian Pelka studierte von 1991 bis 1997 Philosophie und Literaturwissenschaft an der FU Berlin (bei Michael Theunissen) und an der Université Paris VIII (bei Jacques Derrida) mit dem Abschluss der Licence en philosophie und des 1. Staatsexamens in Germanistik. Von 1994 bis 2000 studierte er Bildende Kunst an der Universität der Künste Berlin bei Georg Baselitz, ebenfalls mit dem Abschluss des 1. Staatsexamens. 2001 wurde er darüber hinaus Meisterschüler von Baselitz.
Pelkas Bilder wurden in zahlreichen Ausstellungen in Galerien und Kunstvereinen in Deutschland, Europa und in Südkorea gezeigt, ebenso auf der Art Cologne, der Art Karlsruhe, der KIAF (Korea International Art Fair) und der Positions Berlin Art Fair.
Florian Pelka lebt und arbeitet in Berlin.

## Werk
Pelka kombiniert in seinen farbigen und großformatigen Bildern vielerlei Elemente aus Pflanzen- und Tierwelt, aus Mythologie und kunsthistorischer Ikonografie und fügt sie collageartig zusammen mit Perspektiven moderner Architektur, der zeichenhaften Sprache von Piktogrammen, Comic und Werbebildern. Er schöpft in seinen assoziationsreichen Figurenensembles aus dem Fundus der abendländischen Kunstgeschichte, etwa der der Antike oder des Mittelalters. und setzt die Zitate ins Licht einer urbanen Umwelt und medialen Farbigkeit. Es entstehen fantastische Inszenierungen, die sich schwebend zwischen Fiktion, allegorischen Fabeln und surrealistischen Traumbildern bewegen. Vor allem die Tierdarstellungen werden zu symbolischen Bedeutungsträgern. Der häufig wiederkehrende Gorilla erscheint in den Panoramen ebenso als tragikomisch verlorener Statthalter des Menschen wie auch andere Heldenfiguren mit den Versatzstücken moderner Lebenswelt konterkariert werden.
Mit der aufgelösten Komposition und nur fragmentarisch-figürlicher Darstellung rückt der spezifische Materialauftrag mit flüssigen und festen Texturen geschütteter, geradelter oder abgeklatschter Farbe in den Vordergrund. Viele Bildpartien entstehen in Zufallstechniken und sind informeller Natur. Das Bedeutungsnetzwerk erschließt sich oft erst nach längerer Betrachtung.
Außer dem inhaltlichen Umgang mit der Kunstgeschichte ist bei Pelka auch methodisch ein Rückgriff auf Sprachwissenschaft und Philosophie ersichtlich. Zeichentheorien des Neostrukturalismus und Strategien des Dekonstruktivismus sind der vielfältig fragmentierten und neu zusammengefügten Bildsprache ablesbar.
Bilder Pelkas befinden sich in Sammlungen der Investitionsbank Berlin, des Neuen Berliner Kunstvereins, im Willy-Brandt-Haus in Berlin, den Sammlungen der IG Metall (Frankfurt), der Amerika-Gedenkbibliothek in Berlin und der SØR-Rusche-Sammlung in Oelde.

## Einzelausstellungen (Auswahl)
- 2023 „Lava“, Galerie Greulich, Frankfurt
- 2020 „Drift“, Galerie Greulich, Frankfurt
- 2019 „open source“, Galerie Tammen, Berlin
- 2018 „Figuren“, Galerie Lachenmann, Konstanz
- 2018 „Traum und Trauma“, Busche-Kunst, Berlin
- 2016 „terra incognita“, Verein für Gegenwartskunst, Flensburg
- 2016 „Brandmale“  Galerie Tobias Schrade, Ulm
- 2016 „Die Tiere sind unruhig“, Kunstverein Kaponier, Vechta
- 2015 „Raubzug“, Städtische Galerie und Kunstverein Wesseling, Köln
- 2014 „LoveMeOrHateMe“, Galerie Tammen, Berlin
- 2014 „Klippo“, Kunstverein Schloss Altranft, Freienwalde
- 2013 „Zweifel und Wunder“, Städtische Galerie Wollhalle, Güstrow
- 2013 „Love Lights“, Galerie Kramer, Bremen
- 2012 „Bestiarium“, Galerie Tammen, Berlin
- 2012 „Der Faun des Königs“, Kunsthalle Schloss Seefeld, München
- 2012 „Geräusche im Garten“, Galerie Tobias Schrade, Ulm
- 2012 „ist zwîfel herzen nâchgebûr“, Galerie Greulich, Frankfurt
- 2011 „Similis -Affe sein“, Galerie Souterrain, Berlin
- 2010 „edel.hilfreich.gut.“, Galerie im Tulla, Mannheim
- 2010 „Beim Verlassen der Ebene“, Galerie Greulich, Frankfurt
- 2009 „Die Sieben Todsünden“, Tammen Galerie, Berlin
- 2009 „Schmelz, Schaum und Schande“, Galerie Schrade, Ulm
- 2008 „Florian Pelka“, Galerie arthea & lauth, Mannheim
- 2008 „The Seven Deadly Sins“, Gallery Artbank, Seoul, Korea
- 2008 „Trug und Trophäe“, Kunsthalle am Ammersee, Stegen
- 2008 „Der Schamane“, Galerie Greulich, Frankfurt
- 2006 „Florian Pelka“, Tammen Galerie, Berlin
- 2006 „Florian Pelka“, Mainforum, Zentrale der IG Metall, Frankfurt
- 2006 „Interferenzen“, Kunstverein Cottbus
- 2006 „Landschaften“, Galerie Noack, Mönchengladbach
- 2004 „Colorado“, Galerie Tammen & Busch, Berlin